# Hacken (Kochen)
Als Hacken bezeichnet man ein Vorbereitungsverfahren in der Lebensmittelherstellung.
Beim Hacken teilt man Lebensmittel durch grobes Zerkleinern mittels Keilwirkung. Typisch ist der Einsatz von Küchen- und Hackbeilen und Schlagmessern bei der Bearbeitung von Knochen und Fleisch.
Ebenso bezeichnet man die Zerkleinerung von Kräutern und Gemüse als Hacken, wobei der Grad der Zerkleinerung variiert. Meistens erfolgt die Zerkleinerung von Kräutern und teils auch von Gemüse jedoch eigentlich mit Hilfe eines Wiegemessers – bzw. eines als Wiegemesser eingesetzten Kochmessers – mit gebogener Messerklinge, die auf dem Schneidgut wiegeförmig hin- und herbewegt wird (siehe auch Wiegen).

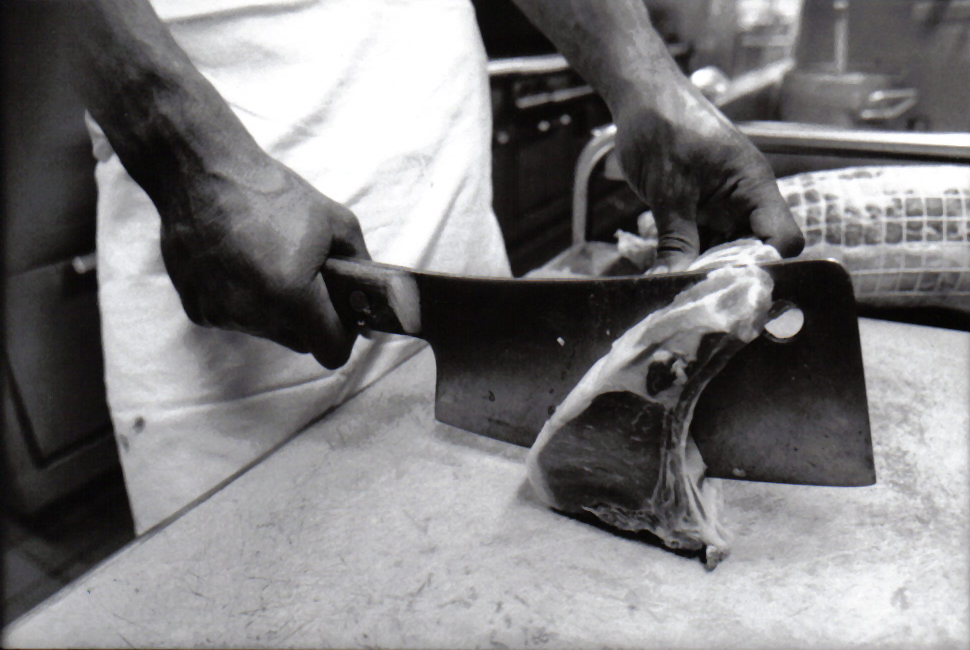
Hacken von Fleisch und Knochen mit einem Hackmesser, hier beim Abtrennen von Koteletts
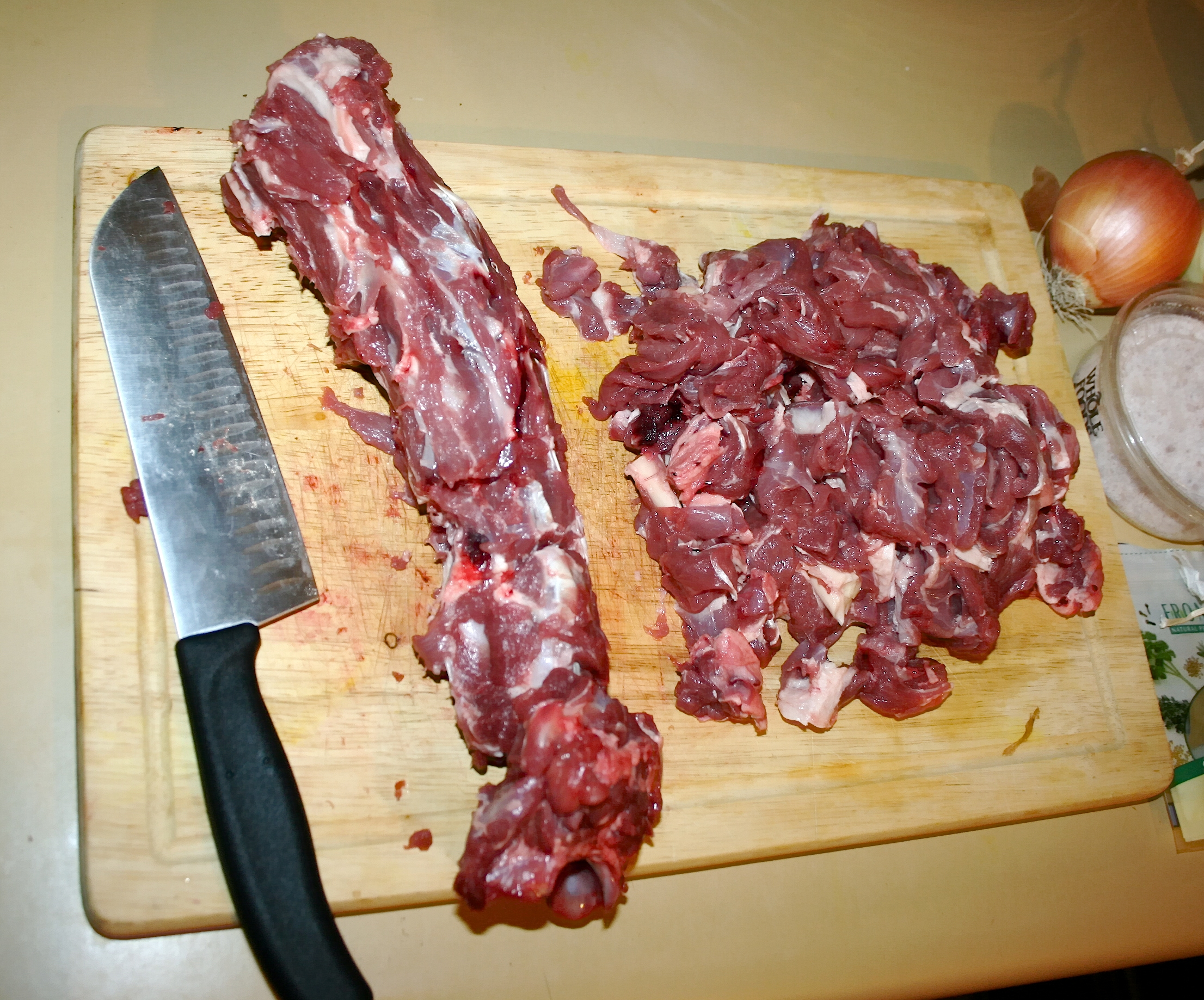
Hacken von Wildbret-Nackenfleisch mit einem Allzweckküchenmesser in Santoku-Form
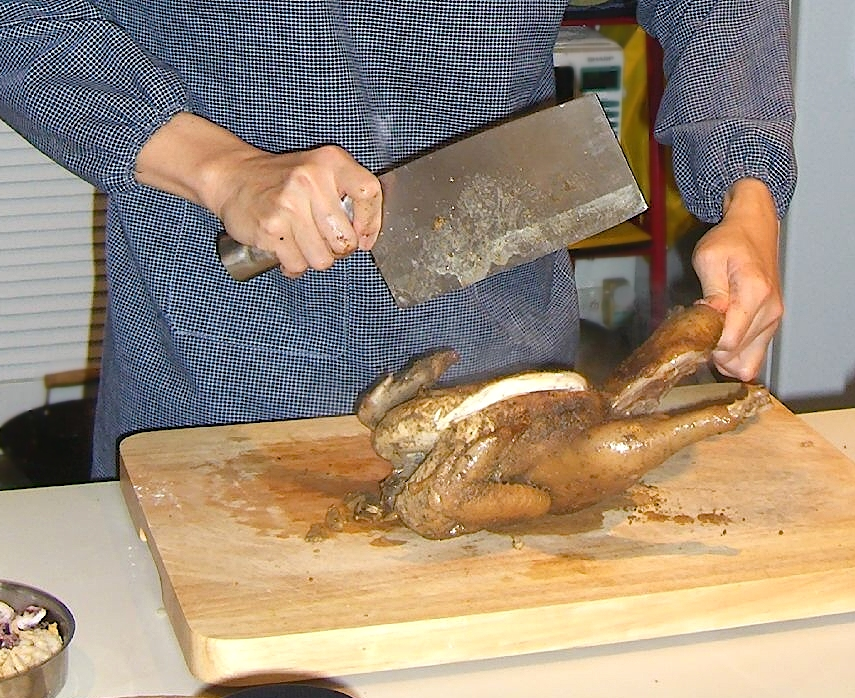
Zerteilen eines gegarten Hähnchens (einschl. des Knochengerüsts) mit einem Hackmesser
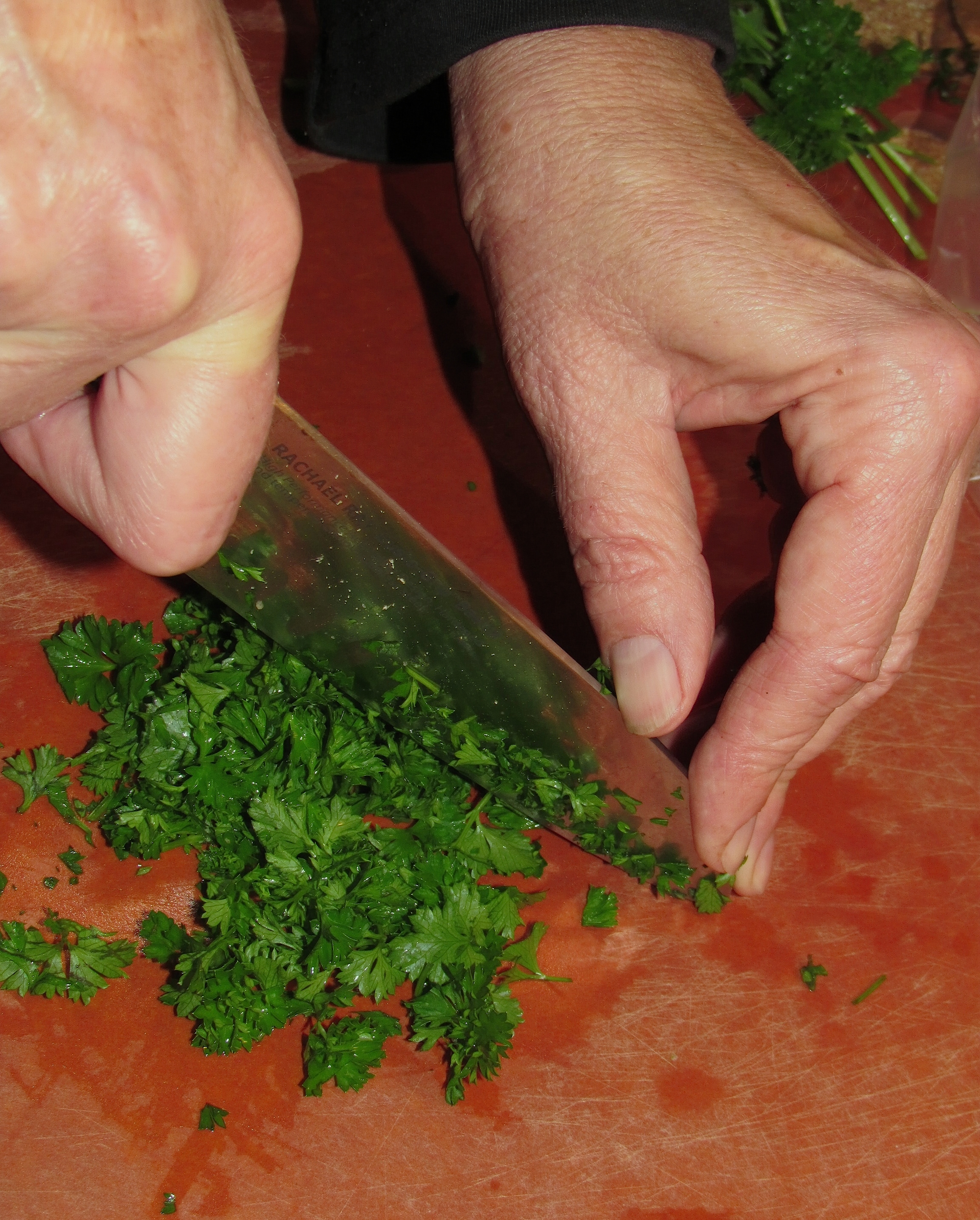
„Hacken“ von Petersilie mit einem Kochmesser („Wiegefunktion“ des Messers)